# 海の沈黙 (2024年の映画)
『海の沈黙』（うみのちんもく）は、2024年11月22日に公開された日本映画。脚本・原作は倉本聰。
1960年に実際に起きた贋作をめぐる『永仁の壺事件』から、倉本が「作品の美に作者や時代の裏付けが必要なのか」という問いを持ち、60年にわたる構想を経ての脚本となった。
また、倉本が映画の脚本を手掛けるのは36年ぶりであることや、主演の本木雅弘と小泉今日子が1982年にデビューした同期であり、32年ぶりの共演であることも注目された。
2025年1月30日よりオランダ・ロッテルダムで開催された、第54回 ロッテルダム国際映画祭「Limelight」部門に選出。

## ストーリー
世界的に著名な画家、田村修三の展覧会で贋作が発覚する。田村本人にしか見抜けないほどの美を持つその作品が贋作だと世間に公表されたとたん、この作品に魅せられ、これを市の予算で購入した村岡は追い詰められていく。
その頃、北海道で女の死体が発見される。その女のからだには、美しい刺青がまるでカタログのように全身に入れられていた。
この二つの事件の捜査上に、かつて新進気鋭の天才画家と呼ばれながら、人々の前から姿を消した津山竜次が浮かび上がる。田村の妻、安奈はかつて竜次の恋人だった。
贋作画家として追われる身である竜次に仕えているスイケンは、安奈に竜次の病状を知らせ、安奈は北海道へと向かう。

## キャスト
- 津山竜次：本木雅弘
- 田村安奈：小泉今日子
- 牡丹：清水美沙
- あざみ：菅野恵
- 村岡：萩原聖人
- 半沢院長：村田雄浩
- 桐谷大臣：佐野史郎
- 画商：田中健
- 店のママ：三船美佳
- 占い師：津嘉山正種
- 清家：仲村トオル
- 田村修三：石坂浩二
- スイケン：中井貴一

## スタッフ
- 脚本：倉本聰
- 監督：若松節朗
- プロデューサー：佐藤龍春
- 音楽：住友紀人
- 絵画協力：高田啓介
- 撮影：蔦井孝洋
- 照明：緑川雅範
- 録音：鶴巻仁
- 美術：瀬下幸治
- 編集：新井孝夫
- 配給・宣伝：ハピネットファントム・スタジオ
- 製作会社：イン・ナップ

## 受賞
- 第67回ブルーリボン賞[5]
  - 助演女優賞（小泉今日子）